# Live in Puget-Ville
Live in Puget-Ville ist ein Musikalbum von Malcolm Goldstein und Barre Phillips. Die am 15. und 17. April 2006 in der Cave Bleu Bœuf, Puget-Ville, und in der Chapelle Sainte Philomème, ebenfalls in Puget-Ville, entstandenen Aufnahmen erschienen 2006 auf dem Label Bab-Ili.

## Hintergrund
Im südfranzösischen Ort Puget-Ville in der Nähe von Toulon lebte der Bassist Barre Phillips von 1972 bis 2021. Dort traf er sich mit dem Komponisten und Geiger Malcolm Goldstein zu einer Reihe von Improvisationen.

## Titelliste
- Malcolm Goldstein, Barre Phillips – Live In Puget-Ville (Bab-Ili LEF 07)[1]

1. MGBP	9:40
2. GBPM	18:26
3. PBGM	7:45
4. BMPG	13:36
5. MPGB	11:52
6. Pourquoi Pas - Beep	9:33

## Rezeption
Dies sei eine herbe kammermusikalische Improvisation von zwei ausgewanderten Amerikanern in ihren Siebzigern, schrieb Ken Waxman (JazzWord), und würde die robuste Schnittstelle einfangen, die aus dem ersten Treffen zwischen dem Bassisten Barre Phillips und dem Violinisten Malcolm Goldstein resultierte. Den beiden Musikern gelinge es, ihre geballte Virtuosität zu nutzen, um in diesen sechs Improvisationen mühelos unverwechselbare Positionen zu besetzen. Regelmäßig schlage Phillips auch auf den Korpus seines Instruments, um breite, holzige Resonanzen zu erzeugen, die unter anderen Umständen von gestimmten Pauken herrühren könnten. Manchmal würden Goldsteins Doppelgriff-Improvisationen durch gutturale Schreie oder kehliges Stöhnen erweitert. Bedeutsam sei jedoch, dass zwischen den krächzenden Schreien splitternder Töne und den beruhigenden, orgelartigen Tieftoneffekten das Gefühl der vorherrschenden amerikanischen Wurzeln des Duos spürbar sei. Zwischen den Pizzicato-Bottleneck-artigen Licks des Geigers und den Col-legno-Schlägen des Bassisten sei es, als würden die beiden bei einer ländlichen Streicherband-Session die Gitarre flach zupfen und auf den Bass schlagen.